# Zakleti Kras

## Analiza pravljice
Pravljica je domišljijska, saj opisuje pripovedovalčeve sanje. Le-ta je sanjal kako so nastale Kraške posebnosti.  Avtor pravljice, s tako podrobnim opisom kraških posebnosti, kaže naklonjenost Krasu in z zgodbo pove, da so sami ljudje obrnili naravo proti sebi, zato še dandanes kraški pojavi delajo preglavice prebivalcem teh krajev.

### Pravljica
- Domišljiska
- Umetna

### Pripovedovalec
- Prvoosebni

### Književni prostor
- Kras
- Hiša v Kraški vasi

### Književni liki
- Pripovedovalec,
- Gvardjan,
- Perun,
- Samogolt,
- Samogoltovi sinovi - kraljeviči

### Avtor
Josip Brinar
Povezava do pravljice na wikiviru: http://sl.wikisource.org/wiki/Zakleti_Kras